# Rubén Lobato
Rubén Lobato Elvira (n. San Sebastián de los Reyes, Comunidad de Madrid; 1 de septiembre de 1978) es un ex ciclista español.

## Trayectoria
Debutó como profesional en el año 2001 con el equipo Acqua & Sapone-Cantina Tollo, tras proclamarse campeón de España Amateur en el año 2000. Tras pasar por otro equipo italiano el Domina Vacance, recaló en el español Saunier Duval en el año 2004. Demostró defenderse muy bien en la montaña por ejemplo ganando la clasificación de la montaña en el Tour de Romandía del 2005.
Pertenecía a la banda de La Covatilla, un grupo de ciclistas profesionales españoles que compartían amistad y entrenamientos.
El 17 de junio de 2009 la UCI publicó que Lobato era uno de los cinco ciclistas que había presentado valores anómalos en el análisis del pasaporte biológico (un proyecto antidopaje que desde octubre de 2007 recoge múltiples valores fisiológicos de los ciclistas a lo largo del año para detectar posibles casos de dopaje).
En 2010 será director del equipo ciclista amateur Sanse Spiuk.

El 27 de julio de 2010 la UCI informó de que la RFEC sancionaba a Lobato con dos años de suspensión por dopaje.

## Palmarés
2003
- Memorial Manuel Galera

2008
- 1 etapa en Vuelta a las Delicias

## Equipos
- Acqua & Sapone-Cantina Tollo (2001-2002)
- Domina Vacanze (2003)
- Saunier Duval-Prodir (2004-2007)
- Saunier Duval-Scott (2008)
- Scott-American Beef (2008)